# Nagytarna község
Nagytarna község (románul: Comuna Tarna Mare) község Szatmár megyében, Romániában. Központja Nagytarna, beosztott falvai Avaspatak, Bocskó, Vágástanya.

## Népessége
A 2011-es népszámlálás adatai alapján a község népessége 3774 fő volt.